# Азербайджано-китайские отношения
Азербайджано-китайские отношения — дипломатические отношения между Азербайджаном и Китайской Народной Республикой в политической, экономической и иных сферах.

## Дипломатические отношения
Китай признал независимость Азербайджана 27 декабря 1991 года. Дипломатические отношения между двумя странами установлены 2 апреля 1992 года.
Посольство Китайской Народной Республики в Азербайджане открыто в августе 1992 года в Баку. Посольство Азербайджанской Республики в КНР открыто в 3 сентября 1993 года в Пекине.
В парламенте Азербайджана действует двусторонняя рабочая группа по отношениям с Китаем. Руководителем группы является Сиявуш Новрузов.
Во Всекитайском собрании народных представителей действует двусторонняя рабочая группа.
Китай признает территорию Карабаха как международно-правовой часть Азербайджанской Республики. Азербайджан в свою очередь поддерживает единую политику Китая и признает Тайвань неотъемлемой частью Китая.
Азербайджан является партнёром по диалогу Шанхайской организации сотрудничества.
Между сторонами подписано 88 договоров.
23 апреля 2025 года подписано соглашение о взаимной отмене виз для граждан, владеющих общегражданскими паспортами. Разрешенный срок пребывания — до 30 дней за одну поездку, и не более 90 дней в течение каждых 180 дней. Для более длительного пребывания, учёбы либо трудоустройства требование наличия виз сохраняется. Отмена визового режима вступила в силу с 16 июля 2025 года. 

### Двусторонние визиты
7-10 марта 1994 года президент Азербайджана Гейдар Алиев совершил рабочую поездку в КНР, где встретился с председателем КНР Цзян Цзэминем и премьер-министром Ли Пэном. В ходе визита между двумя странами было подписано 8 соглашений. На встрече лидеры подписали совместное заявление об основах улучшения дружественных связей между КНР и Азербайджаном. Также были подписаны соглашения об открытии воздушного сообщения между двумя странами, сотрудничестве в области науки, техники, культуры, медицины, телевидения и туризма.
8 марта 1994 года Гейдар Алиев встретился с премьер-министром Государственного совета Китайской Народной Республики Ли Пеном.
17-18 апреля 1996 года заместитель премьер-министра Китайской Народной Республики Цзян Цзэминь посетил Азербайджан и встретился с Гейдаром Алиевым.
В августе 27-30 июня 1997 года делегация во главе с заместителем председателя Ассамблеи народных представителей КНР Ван Бинцяна находилась с визитом в Азербайджане. В ходе визита состоялись встречи по укреплению экономического сотрудничества между двумя странами, дальнейшему развитию отношений между парламентами Азербайджана и Китая. Делегация Китайского народного собрания предоставила парламенту техническую помощь в размере 60 000 долларов.
7 августа 2008 года президент Азербайджана посетил Китай для участия в церемонии открытия летних Олимпийских игр 2008 года в Пекине.
24 апреля 2019 года президент Азербайджана Ильхам Алиев прибыл в Китай с рабочим визитом по приглашению Председателя Китайской Народной Республики для участия в международном форуме «Один пояс — один путь». 25 апреля 2019 года Азербайджан и Китай подписали документ на сумму 821 млн. долл. с участвующим сопредседателем межправительственной комиссии по торговле и экономическому сотрудничеству между Азербайджаном и Китаем, главой департамента Евразии Министерства торговли.
В апреле 2025 года президент Азербайджана Ильхам Алиев совершил государственный визит в Китай. На встрече председатель КНР Си Цзиньпин и президент Азербайджана Ильхам Алиев подписали «совместное заявление между Азербайджанской Республикой и КНР об установлении отношений всестороннего стратегического партнерства». По итогу визита Ильхам Алиев дал интервью китайскому телевидению CGTN.

## В сфере экономики
На 2025 год Китай является четвертым по величине торговым партнером Азербайджана.
Азербайджан участвует в программе Китая «Пояс и путь», совершенствуя свою транспортную инфраструктуру и являясь транзитным пунктом между Китаем и Европой. В 2015 году во время государственного визита Ильхама Алиева в Китай был подписан меморандум о взаимопонимании о совместном поощрении создания «Экономического пояса Шёлкового пути».
Азербайджан участвует в Китайской международной выставке импорта (CIIE), проводящейся с 2018 года ежегодно в Шанхае, представляя свою продукцию. На первой выставке были представлены 32 азербайджанские компании с ассортиментом из 200 видов продукции.
В Китае действуют три Торговых Дома Азербайджана. Торговые дома Азербайджана открыты в Пекине, Шанхае, Урумчи, Циндао, Чэнду, Нанкине и Чжанцзячжуане. В городах Ухань, Шанхай, Харбин, Цзинан открыты торговые департаменты Азербайджана, которые через торговые центры G-Hub занимаются реализацией продукции пищевой промышленности Азербайджана. G-Hub принадлежит компании Greenland Group, которая включена в список Fortune Global 500.

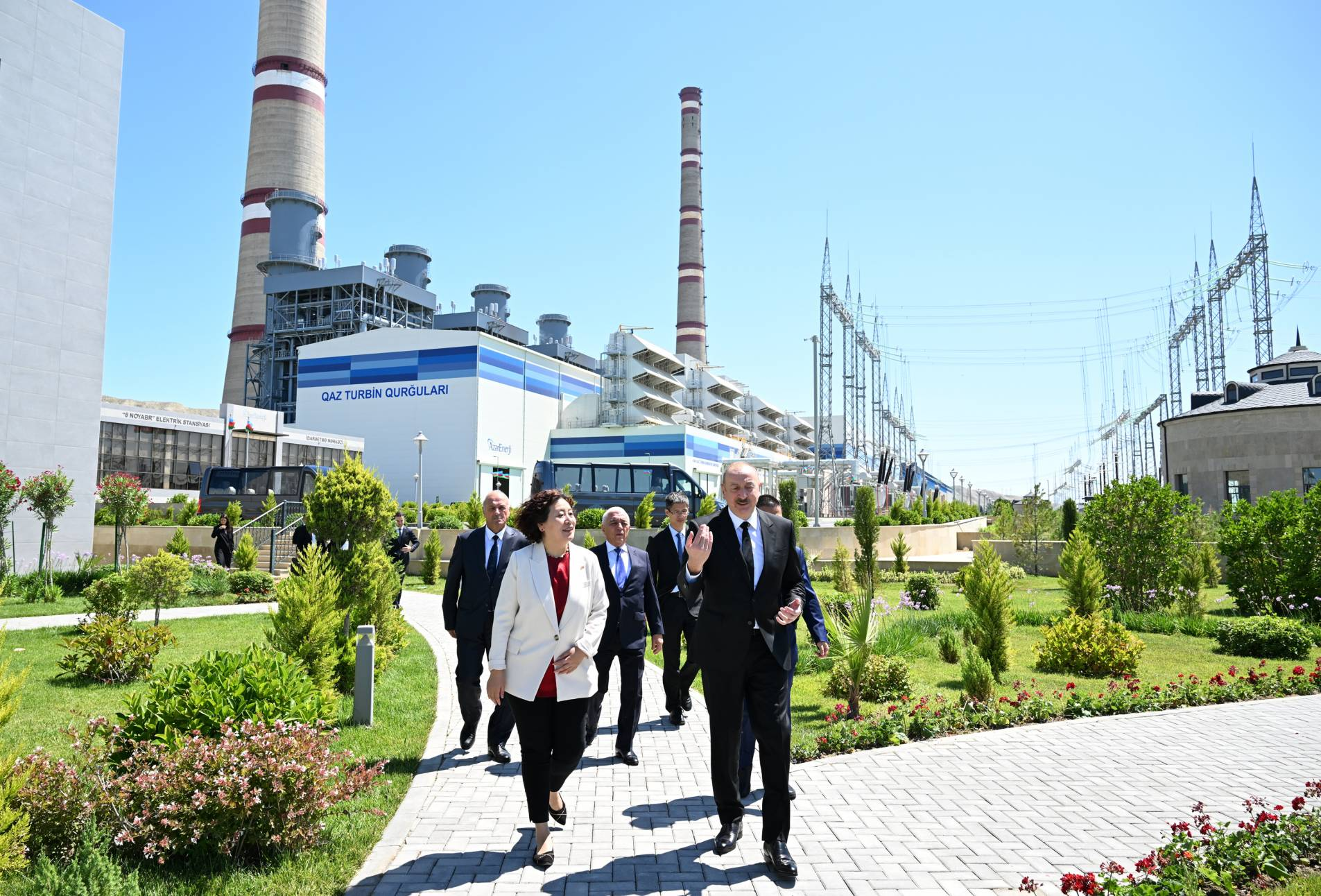
Ильхам Алиев и представители компании Dongfang Electric Corporation на открытии электростанции «8 ноября» Июнь 2025

На китайской платформе электронной коммерции JD.com действует азербайджанское представительство.
В транспортировке грузов используется маршрут ТРАСЕКА. При этом, Китай не только поставляет товары в Азербайджан, но через Азербайджан по данному маршруту транспортирует товары в Европу.
24 ноября 2024 года из Баку в Китай (Сиань) впервые отправлен железнодорожный поезд с экспортным грузом. Таким образом, впервые между странами были использованы грузоперевозки по железной дороге. Груз отправлен через Транскаспийский транспортный маршрут.
В ходе государственного визита Ильхама Алиева в КНР в апреле 2025 года были подписаны документы о сотрудничестве в сфере энергетики.
Dongfang Electric Corporation приняла участие в строительстве тепловой электростанции «8 ноября».
На 1 мая 2025 года в Азербайджане действуют 320 китайских компаний.

### Товарооборот
Согласно статистике государственного таможенного комитета, в 2017 году товарооборот между Азербайджаном и Китаем составил 1.298 млрд долларов США, или 5,7 % от общего товарооборота Азербайджана, что превысило товарооборот 2016 года на 33,16 %. В 2017 году Азербайджан экспортировал в Китай продукцию на сумму 433.8 миллиона долларов США, импортировал из Китая продукцию на сумму 854.5 миллиона долларов США. Основными экспортируемыми товарами в 2017 году были топливо, химическая продукция, пластмасса. Из Китая импортировались электрическая аппаратура, транспортные средства, одежда, мебель.
По итогам первого квартала 2019 года товарооборот между Азербайджаном и Китаем увеличился в 2.4 раза. Инвестиции Китая в Азербайджанскую экономику составили 800 миллионов долларов США, инвестиции Азербайджана в Китайскую экономику достигли 1.7 миллиарда долларов США.
Товарооборот (тыс. долл.)
| Год  | Экспорт Азербайджана | Импорт Азербайджана | Сумма товарооборота |
| ---- | -------------------- | ------------------- | ------------------- |
| 2020 | 432 760,54           | 1 413 824,48        | 1 846 585,02        |
| 2021 | 141 148,55           | 1 639 492,64        | 1 780 641,19        |
| 2022 | 72 763,74            | 2 086 286,16        | 2 159 049,9         |
| 2023 | 78 739,10            | 3 022 810,54        | 3 101 549,64        |
| 2024 | 19 700,02            | 3 725 054,07        | 3 744 754,09        |

Структура экспорта Китая: золото и ювелирные изделия.

## В сфере образования
24 июня 2016 года при Азербайджанском университете языков открыт институт Конфуция. В институте изучают китайский язык и культуру, проводят мероприятия, связанные с китайской культурой.
9 декабря 2023 года между Бакинским государственным университетом и Аньхойским университетом подписано соглашение о совместной программе бакалавриата «Международное обучение китайскому языку». По этой программе студенты БГУ будут проходить обучение китайскому языку в Аньхойском университете. По окончании обучения предусмотрено вручение дипломов двух университетов.
При Бакинском государственном университете также действует институт Конфуция.
В 2015 году в Пекинском университете иностранных языков была создана специальность «азербайджанский язык». В 2016 году в университете создана кафедра азербайджанского языка. Первоначально азербайджанский язык в университете преподавался как третий. С 2018 года осуществляется приём на специальность «азербайджанский язык».

## В сфере культуры
12-21 апреля 1995 года в Пекинском международном выставочном центре была проведена выставка работ азербайджанского художника Саттара Бахлулзаде.
В ноябре 2019 года в столице Китая, Пекине при поддержке Фонда Гейдара Алиева и посольства Азербайджана в Китае состоялся концерт под названием «Вечер азербайджанской музыки».

## Авиасообщение
Действует авиасообщение между Баку и Пекином. Рейсы осуществляются два раза в неделю. Планируется открытие рейсов из Баку в Гуанчжоу и Шанхай.